# قائمة قلاع فنلندا

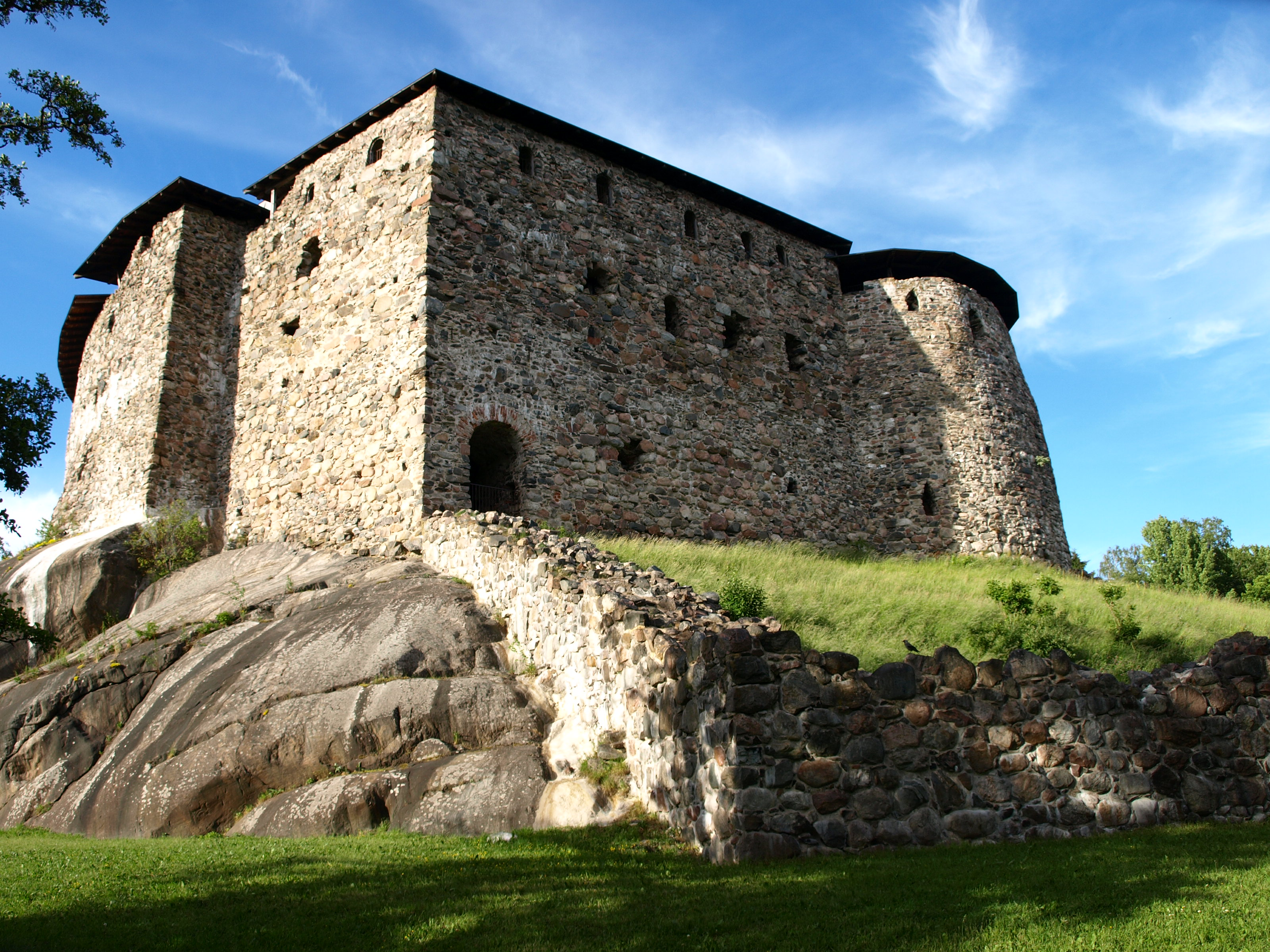
قلعة رآسيبوري

القَلْعَة هو حصن منيع يشيَّد في موقع يصعب الوصول إليه، وغالبًا ما يكون على قمة جبل أو مشرفًا على بحر، وقد وجد بعضها مشيداً على أرض منبسطة.

## قائمة قلاع فنلندا
تحتوي هذه القائمة على أسماء القلاع في فنلندا.
- أولافينلينا

- قلعة توركو
- قلعة رآسيبوري
- قلعة لينما
- قلعة هامي